# レオパルドマン 豹男
『レオパルドマン 豹男』（レオパルドマン ひょうおとこ、The Leopard Man）とは、1943年に公開されたアメリカ合衆国のホラー映画。ニューメキシコ州のナイトクラブから豹が逃げ出し、豹の仕業と思われる連続殺人事件が発生する。製作はヴァル・リュートン、監督はジャック・ターナー。このコンビによる『キャット・ピープル』（1942年）、『私はゾンビと歩いた!』（1943年）と比べると評価は低いが、推理作家コーネル・ウールリッチの『黒いアリバイ』を原作としたことでノワールとホラーが融合し、また、シリアルキラーに焦点をあて、それを今日的にリアルに描写している点は特筆すべきである。
日本では2018年の「映画史上の名作16」で劇場初公開されたが、2006年8月25日にIVCからDVD発売されている。

## キャスト
- ジェリー・マニング; デニス・オキーフ
- ココ; マーゴ
- キキ; ジーン・ブルックス（英語版）
- 占い師マリア; イザベル・ジュウェル（英語版）
- マータ; マーガレット・シルヴァ
- チャーリー; アブナー・ビーバーマン

## 制作
製作費は150,000ドル。
黒豹は同じ監督・製作者の『キャット・ピープル』に出演した黒豹を再起用。

## 評価
公開当時、『ニューヨーク・タイムズ』紙のボズレー・クラウザーはこの映画を「中途半端」と批判した。「『レオパルドマン 豹男』が騒動の中で2、3の事件を起こして、観客を怖がらせ驚かせようとしているのは明らかだが、それ以外は何もない」。
しかし近年では、レナード マルティンが「面白いが欠点もあるヴァル・リュートンのスリラー」と評し、4つ星満点で星2つ半、『TV Guide』誌が「この映画は他のリュートンとターナーのコラボ作同様、良い映画を作るのに予算が重要でないことを証明している。ロバート・デ・グラスのすばらしく滑らかなカメラワークはこの映画のひんやりとしたムードを生み出している」と、4つ星満点で星3つ、『スラントマガジン』誌のエド・ゴンザレスが撮影、音の使い方、ターナーの演出を絶賛し、4つ星満点の星4つを与えている。
、